# Nemes Takách Kata
Nemes Takách Kata (Budapest, 1980. szeptember 30. –) magyar szinkronszínész, díszlettervező, jelmeztervező.

## Életpálya
Tanulmányait rajz tagozatos általános iskolában kezdte, ahol népi táncot is tanult. 10 évesen bekerült a Balett Intézetbe, de egy év múlva az ízületi problémák miatt abba kellett hagynia a táncolást. 11 évesen kezdett el szinkronizálni.
Mivel édesanyja, Katona Edit szinkronvágóként dolgozott a Pannónia Filmstúdióban, egyre több időt töltött itt, és felfedezték a szinkronizálásra való alkalmasságát.
Tanulmányait egy képzőművészeti szakközépiskolában textil szakon folytatta, közben a Földessy Margit Stúdió növendéke volt. Az Iparművészeti Főiskolába történt sikertelen felvételi után 2000-től a Képzőművészeti Egyetemen folytatta a tanulmányait, ahol 2005-ben látványtervező szakon végzett.
A Momentán Társulat tagja.

## Színpadi munkái

### Színészként
- Házimozi – interaktív filmszínház
- KEX és TEA
- Ketten – improvizáció két főre
- Mini
- Momentán Halloween
- Reneszánsz RögvEst – Akkor és Most
- RögvEst
- RögvEst Közélet

### Jelmeztervezőként
- William Shakespeare: Szentivánéji álom
- Hubay Miklós–Vas István: Egy szerelem három éjszakája
- Békés Pál: A Félőlény
- Tersánszky Józsi Jenő: Kakuk Marci
- Móricz Zsigmond–Kocsák Tibor–Miklós Tibor: Légy jó mindhalálig
- Lélekhúrok
- Yasmina Reza: Művészet
- Steven Berkoff: Nyafogók
- Molnár Ferenc–Török Sándor: A Pál utcai fiúk
- Ránki György: Pomádé király új ruhája
- Christoph Willibald Gluck–Gaetano Donizetti: A rászedett kádi / A csengő
- Fekete István–Győrei Zsolt–Schlachtovszky Csaba: Vuk
- Isaac Bashevis Singer: Yentl
- 3:1 a szerelem javára

### Díszlettervezőként
- Kálmán Imre: Csárdáskirálynő
- Zerkovitz Béla–Szilágyi László: Csókos asszony
- Jonathan Wood–Fred Farelli: Démonológia
- Kapecz Zsuzsa–Gothár Péter: Diótörő
- Agatha Christie: A vád tanúja
- Füst Milán: Máli néni
- Alan Alexander Milne: Micimackó
- Howard Lindsay–Russel Crouse: A muzsika hangja
- Jerzy Andrzejewski: Sötétség borítja a Földet
- Fekete István–Győrei Zsolt–Schlachtovszky Csaba: Vuk
- Jean Genet–Gerzsenyi Bea: Zsigerek
- Tanulmány a nőkről

## Filmjei

### Játékfilmek
- A hetedik testvér (1996) – Karotta hangja
- Rózsaszín sajt (2009)

### Tévéfilmek
- Szamárfül, avagy ió, ció, áció (1996)
- Szomszédok (1997)

## Szinkronszerepei

### Filmek
| Cím                                          | Szereplő                   | Színész                            |
| -------------------------------------------- | -------------------------- | ---------------------------------- |
| Aura                                         | Diana Dietrich             | Dolores Fonzi                      |
| Batman: A gyilkos tréfa                      | Tabitha                    | Katheryn Winnick                   |
| Silent Hill – Kinyilatkoztatás               | Heather Mason              | Adelaide Clemens                   |
| Jumanji - Vár a dzsungel                     | Ruby Roundhouse            | Karen Gillan                       |
| Chukcy kultusza                              | Nics Pierce                | Fiona Dourif                       |
| Chucky átka                                  | Nics Pierce                | Fiona Dourif                       |
| 10 dolog, amit utálok benned                 | Chastity Church            | Gabrielle Union                    |
| 300: A birodalom hajnala                     | Artemiszia                 | Eva Green                          |
| Alkonyat – Napfogyatkozás                    | Victoria                   | Bryce Dallas Howard                |
| Álmok otthona                                | Heather                    | Bernadette Quigley                 |
| Amerikai pite 4. – A zenetáborban            | Patti                      | Tara Killian                       |
| Az elnök végveszélyben                       | Melanie                    | Rachelle Lefevre                   |
| Beautiful Creatures - Lenyűgöző teremtmények | Lena Duchannes             | Alice Englert                      |
| A beavatott                                  | Molly Atwood               | Amy Newbold                        |
| Blue Valentine                               | Cindy                      | Michelle Williams                  |
| Boldog karácsony                             | Carson                     | Lena Dunham                        |
| A Cate McCall per                            | Dorrie Booth               | Amanda Aday                        |
| Csaj kontra Szörny                           | Skylar Lewis               | Olivia Holt                        |
| Danielle Steel: Áldott teher                 | Nancy Coleman              | Janne Mortil                       |
| Danielle Steel: Biztos kikötő                | Vanessa Bowles             | Katie Walder                       |
| Dredd                                        | Cassandra Anderson         | Olivia Thirlby                     |
| Elveszett                                    | Molly                      | Emily Wickersham                   |
| Érettségi                                    | Polly Deely                | Shannon Lucio                      |
| Értelem és érzelem                           | Margaret Dashwood          | Emilie François                    |
| Fedezd fel Forrestert!                       | Claire Spence              | Anna Paquin                        |
| Fűrész II.                                   | Laura                      | Beverley Mitchell                  |
| Fűrész V.                                    | Brit                       | Julie Benz                         |
| Gimiboszi                                    | Tammy Metzler              | Jessica Campbell                   |
| Gyógyegér vacsorára                          | Julie                      | Stephanie Szostak                  |
| Hajrá Bliss!                                 | Pash                       | Alia Shawkat                       |
| Hajrá csajok, újra!                          | Penelope                   | Felicia Day                        |
| Halálos fegyver 3.                           | Carrie Murtaugh            | Ebonie Smith (2. szinkronváltozat) |
| Hamupipőke-történet                          | Bree                       | Katharine Isabelle                 |
| Hárommal több esküvő                         | Ruth                       | Inma Cuesta                        |
| A házinyuszi                                 | Natalie                    | Emma Stone                         |
| High School Rock                             | Charlotte Banks            | Alyson Michalka                    |
| Hogyan lopjunk felhőkarcolót?                | Odessa Montero             | Gabourey Sidibe                    |
| Időről időre                                 | Joanna                     | Vanessa Kirby                      |
| Interjú a vámpírral                          | Claudia                    | Kirsten Dunst                      |
| Jane Eyre                                    | fiatal Jane Eyre           | Anna Paquin                        |
| Jurassic Park 2. – Az elveszett világ        | Kelly Curtis               | Vanessa Lee Chester                |
| Kegyetlen játékok                            | Cecile Caldwell            | Selma Blair                        |
| A kör                                        | Rebecca „Becca” Kotler     | Rachael Bella                      |
| A külváros mélyén                            | Laurence                   | Rebecca Azan                       |
| Lebilincselő karácsony                       | Gertrude „Trudie” Chandler | Melissa Joan Hart                  |
| Levelek Júliának                             | Patrica                    | Ashley Lilley                      |
| LOL – Zűrös kamaszok                         | Lola „Lol”                 | Christa Theret                     |
| Majdnem híres                                | Penny Lane                 | Kate Hudson                        |
| Már megint Te?!                              | Joanna                     | Odette (Yustman) Annable           |
| A másik csaj                                 | Laurel / Audrey            | Zoe Kazan                          |
| A másik nő                                   | Mindy                      | Lauren Ambrose                     |
| Megint 17                                    | Maggie O’Donnell           | Michelle Trachtenberg              |
| Miről álmodik a lány?                        | Clarissa Payne             | Christina Cole                     |
| Mona Lisa mosolya                            | Connie Baker               | Ginnifer Goodwin                   |
| Most jó                                      | Zoey                       | Kaya Scodelario                    |
| Ne szólj száj!                               | Elisabeth Burrows          | Brittany Murphy                    |
| Nehéz idők                                   | Letty                      | Samantha Esteban                   |
| Nem kellesz eléggé                           | Paige                      | Brooke Bloom                       |
| Neveletlen hercegnő                          | Lilly Moscovitz            | Heather Matarazzo                  |
| Öngyilkos szüzek                             | Cecilia Lisbon             | Hanna Hall                         |
| Pancser Police                               | Francine                   | Lindsay Sloane                     |
| Pánikszoba                                   | Sarah Altman               | Kristen Stewart                    |
| Pofázunk és végünk                           | Angela Payton              | Tika Sumpter                       |
| A rítus                                      | Angelina Vargas            | Alice Braga                        |
| Sikoly 4.                                    | Rachel                     | Anna Paquin                        |
| Social Network – A közösségi háló            | Marylin Delpy              | Rashida Jones                      |
| A spanom csaja                               | Ami                        | Lizzy Caplan                       |
| Sráckor                                      | Tammy                      | Tamara Jolaine                     |
| Suszter, szabó, baka, kém                    | Belinda                    | Amanda Fairbank-Hynes              |
| Számos pasas                                 | Katie                      | Kate Simses                        |
| Százkarátos szerelem                         | Manon                      | Louise Bourgoin                    |
| Szerelem a Fehér Házban                      | Lucy Shepherd              | Shawna Waldron                     |
| Szerelem a végzetem                          | Kennedy                    | Yaya Alafia                        |
| A szerelem gyűrűje                           | Marie Harris               | Neve Campbell                      |
| Télapu 2. – Veszélyben a karácsony           | Danielle                   | Alexandra Purvis                   |
| Tengerparti Tini Mozi                        | McKenzie / Mack            | Maia Mitchell                      |
| Tengerparti Tini Mozi 2                      | McKenzie / Mack            | Maia Mitchell                      |
| Terhes társaság                              | Sarah Highman              | Michelle Monaghan                  |
| Vadállatok                                   | Ophelia „O” Sage           | Blake Lively                       |
| A vadászat                                   | Nadja                      | Alexandra Rapaport                 |
| Valaki más élete                             | Mona                       | Audrey Langle                      |
| Válótársak                                   | Serena                     | Parker Posey                       |
| Vámpírakadémia                               | Camilla                    | Bronté Norman-Terrell              |
| Végveszélyben                                | Sally Ryan                 | Thora Birch                        |
| Vezet a ritmus                               | Caitlin                    | Lauren Collins                     |
| Yamakasi – A modern idők szamurájai          | Claire                     | Chloé Flipo                        |
| Zöld Lámpás                                  | Carol Ferris               | Blake Lively                       |

### Sorozatok
| Cím                                          | Szereplő                           | Színész                                        |
| -------------------------------------------- | ---------------------------------- | ---------------------------------------------- |
| 24                                           | Kim Bauer                          | Elisha Cuthbert                                |
| Agymenők                                     | Claire                             | Alessandra Torresani                           |
| Berlin, Berlin                               | Charlotta ’Lolle’ Holzmann         | Felicitas Woll                                 |
| Bír-lak                                      | Donna Jo ’D.J.’ Margaret Tanner    | Candace Cameron Bure                           |
| Blossom                                      | Blossom Russo                      | Mayim Bialik                                   |
| Boszorkák                                    | Cassandra ’Cassie’ Hughes          | Christina Cole                                 |
| Buffy, a vámpírok réme                       | Buffy Anne Summers, Drusilla       | Sarah Michelle Gellar (1. hang), Juliet Landau |
| Castle                                       | Alexis Castle                      | Molly C. Quinn                                 |
| Clara                                        | Marina Reinders                    | Andrea L’Arronge                               |
| Clarissa                                     | Clarissa Darling                   | Melissa Joan Hart                              |
| Csillagközi romboló                          | Crewman Specialist Cally           | Nicki Clyne                                    |
| Dinasztia                                    | Lindsay Blaisdel                   | Katy Kurtzman                                  |
| Drága doktor úr                              | Maria Martini                      | Laura Sikabonyi                                |
| Egy kamasz lány naplója                      | Magda                              | Zaraah Abrahams                                |
| Elif – A szeretet útján                      | Zeynep Emiroğlu                    | Gülçin Tuncok                                  |
| Az elnök emberei                             | Zoey Bartlet                       | Elisabeth Moss                                 |
| Az én kis családom                           | Tülay Şahin                        | Nesrin Cavadzade                               |
| Haláli hullák                                | Georgia ’George’ Lass              | Ellen Muth                                     |
| A házasság buktatói                          | Sanem Cevher                       | Gökçe Eyüboğlu                                 |
| Fiorella                                     | Tania                              | Jessica Coch                                   |
| Igen, drágám!                                | Kim Warner                         | Jean Louisa Kelly                              |
| Indul a risza!                               | Tinka Hessenheffer                 | Caroline Sunshine                              |
| A jog útvesztőjében                          | Annie Quick                        | Lara Cazalet                                   |
| Ki vagy, doki?                               | Amy Pond                           | Karen Gillan                                   |
| Kertvárosba száműzve (A kondom el van vetve) | Tessa Altman                       | Jane Levy                                      |
| Lalola                                       | Dolores ’Lola’ Padilla             | Carla Peterson (második hang)                  |
| Lángoló Chicago                              | Stella Kidd                        | Miranda Ray Mayo (negyedik évad)               |
| Lángoló Chicago                              | Emily Foster                       | Annie Ilonzeh                                  |
| Legjobb évek                                 | Shannon Biel                       | Ashley Morris                                  |
| Nagymenők                                    | Annabelle Banks                    | Kathleen Munroe                                |
| Odaát                                        | Ruby                               | Genevieve Padalecki                            |
| Az osztály                                   | Lina Warbler                       | Heather Goldenhersh                            |
| Őrangyal                                     | Sarah                              | Cristiana Capotondi                            |
| Az örökség ára                               | Seher Kırımlı                      | Sıla Türkoğlu                                  |
| Pasadena                                     | Lily McAllister                    | Alison Lohman                                  |
| Gossip Girl – A pletykafészek                | Serena van der Woodsen             | Blake Lively                                   |
| Point Pleasant – Titkok városa               | Judy Kramer                        | Aubrey Dollar                                  |
| Quinn doktornő                               | Colleen Cooper                     | Erika Flores (TV3-as szinkronváltozat)         |
| Rosalinda                                    | Abril Valdez-Quiñones Del Castillo | Esther Rinaldi                                 |
| Roswell                                      | Tess Harding                       | Emilie de Ravin                                |
| Rush – A hajsza                              | Grace Barry                        | Claire van der Boom                            |
| A Silla királyság ékköve                     | fiatal Ma-Ya királyné              | Park Soo-Yin                                   |
| Sírhant művek                                | Claire Fisher                      | Lauren Ambrose                                 |
| Skins                                        | Lucy Sketch                        | Aimee-Ffion Edwards                            |
| Soy Luna                                     | Ada és Eva                         | Candelaria Molfese                             |
| Spinédzserek                                 | Amber Mariens                      | Elisa Donovan                                  |
| Star Trek: Deep Space Nine                   | Ezri Dax                           | Nicole de Boer                                 |
| A szerelem rabjai                            | Tatiana Aguirre                    | Gimena Accardi                                 |
| Szeretni beindulásig                         | Celeste 'Cele' Serrano             | Celeste Cid                                    |
| Szeretni bolondulásig                        | Brisa Montalvo de Zambrano         | Margarita Magaña                               |
| Szívtipró gimi                               | Effie Poulos                       | Despina Caldis                                 |
| Szörfsuli                                    | Rebeca „Bec” Sanderson             | Kate Bell                                      |
| Szulejmán                                    | Aybige hercegnő                    | Ezgi Eyüboğlu                                  |
| Tinik, tenisz, szerelem                      | Cody Meyers                        | Laurence Leboeuf                               |
| Titkos küldetés                              | Victoria „Vicki” Wiggins           | Jennifer Hardy                                 |
| Titokzatos Násztya                           | Princess Sonya Dolgorukaya         | Ludmila Kurepova                               |
| Tökös csajok                                 | Billy                              | Susan Hoecke                                   |
| Trónok harca                                 | Doreah                             | Roxanne McKee                                  |
| True Blood – Inni és élni hagyni             | Jessica Hamby                      | Deborah Ann Woll                               |
| Ugly Betty – Címlapsztori                    | Betty Suarez                       | America Ferrera                                |
| Vad szenvedélyek                             | Miranda Ferrando Flores            | Melina Petriella                               |
| Vágom a pasid!                               | Ruby Ferris                        | Lucy Gaskell                                   |
| Váratlan utazás                              | Cecily King                        | Harmony Cramp                                  |
| Violetta                                     | Camilla Torres                     | Candelaria Molfese                             |
| Hazug csajok társasága                       | Hanna Marin                        | Ashley Benson                                  |
| A zöld íjász                                 | Sara Lance                         | Caity Lotz                                     |
| A holnap legendái                            | Sara Lance                         | Caity Lotz                                     |
| Zűrzavaros vakáció                           | Shuku                              | Naomie Harris                                  |

### Animációs filmek
| Cím                            | Szereplő     | Eredeti színész                                   |
| ------------------------------ | ------------ | ------------------------------------------------- |
| Bambi                          | Patácska     | Donnie Dunagan (gyerek) Hardie Albright (felnőtt) |
| Cápa csali                     | Cordelia     | Evan Rachel Wood                                  |
| Gru 2.                         | Lucy Wilde   | Kristen Wiig                                      |
| Gru 3.                         | Lucy Wilde   | Kristen Wiig                                      |
| Gru 4.                         | Lucy Wilde   | Kristen Wiig                                      |
| A hetedik testvér              | Karotta      | Lena Krüper                                       |
| Kiki – A boszorkányfutár       | Ursula       | Takajama Minami                                   |
| A mogyoró-meló                 | Maya Rudolph | Maya Rudolph                                      |
| Tom és Jerry – Az óriás kaland | Tuffy        | Kath Soucie                                       |
| Vigyázz, kész, szörf!          | Lani Aliikai | Zooey Deschanel                                   |
| Vigyázz, kész, szörf 2.        | Lani Aliikai | Melissa Sturm                                     |

### Animációs sorozatok
| Cím                                    | Szereplő                                                                                                  | Eredeti színész               |
| -------------------------------------- | --- | ----------------------------- |
| Afro szamuráj                          | Ojuki |                               |
| Balu kapitány kalandjai                | további magyar hang (1. szinkronváltozat)                                                                 |                               |
| Chrono Crusade                         | Satella Harvenheit                                                                                        | Neja Micsiko                  |
| Ever After High                        | C.A. Cupid                                                                                                |                               |
| Family Guy                             | Meg Griffin                                                                                               | Mila Kunis Lacey Chabert      |
| Frédi és Béni, avagy a kőkorszaki buli | Cseperke                                                                                                  |                               |
| Holdfényváros                          | Chrysalis Tate                                                                                            | Kate Mara                     |
| Az ifjú Robin Hood kalandjai           | Scarlett                                                                                                  | Eileen Stevens                |
| Az igazság ifjú ligája                 | Killer Frost                                                                                              | Sarah Shahi                   |
| Kaja-kalandok                          | Lina |                               |
| Korra legendája                        | Korra | Janet Varney                  |
| LoliRock                               | Praxina                                                                                                   | Kelly Sheridan                |
| Medvetesók                             | Chloe Park                                                                                                | Charlyne Amanda Yi            |
| Monster High                           | Twyla |                               |
| Phineas és Ferb                        | Vanessa Doofenshmirtz                                                                                     | Olivia Olson                  |
| Rómeó és Júlia                         | Júlia Fiamatta Asto Capulet                                                                               | Mizusawa Fumie                |
| Sakura háborúja                        | Tacsibana Maria                                                                                           | Takano Urara                  |
| South Park                             | Shelley Marsh (1-4. évad, 14-) Bebe Stevens Wendy Testaburger (9. évad) egyéb mellékszereplők (2-4. évad) | Natalie Portman April Stewart |
| Szamuráj Jack                          | Ashi | Tara Strong                   |
| Tini titánok                           | Raven | Tara Strong                   |
| Tini titánok, harcra fel!              | Raven | Tara Strong                   |
| Uhu és pajtásai                        | Békalány                                                                                                  | nem ismert                    |
| Vasember (anime)                       | Dr. Tanaka Csika                                                                                          | Honda Takako                  |
| Wendy                                  | Wendy |                               |
| Winx Club (Nickelodeon)                | Bloom | Molly C. Quinn                |
| W.I.T.C.H.                             | Will | Kelly Stables                 |
| A Lármás család                        | Lármás Lisa                                                                                               | Lara Jill Miller              |
| Ölelörny Henry                         | Ölelörny Henry                                                                                            | Lara Jill Miller              |

### Videojáték
- League of legends - Kayle, Vayne